# Accidente ferroviario de Alanís de 1937
El accidente ferroviario de Alanís de 1937 fue un accidente ferroviario ocurrido el día 19 de noviembre de 1937 en la estación de Alanís, ubicada en el municipio homónimo de la provincia de Sevilla y perteneciente a la línea Mérida-Rosales. Se debió a un choque en el interior de la estación, en el que se vieron implicados dos trenes y una locomotora. 

## Trenes implicados
En el choque estuvieron implicados el tren de mercancías número 5759 y el tren mixto 5760, además de la locomotora 1129. El primer tren citado estaba formado por veintisiete vagones, de los cuales todos llevaban carga excepto uno; las unidades remolcadas de dicho tren sumaban un peso de 459 toneladas; en cuanto al mixto 5760, estaba formado por locomotora, furgón, ocho coches de viajeros, un vagón de carga habilitado para el transporte de prisioneros de guerra y ocho vagones de mercancías en los que se transportaba material militar, totalizando una masa remolcada de 269 toneladas. De la locomotora 1129 se desconoce si era la que remolcaba el tren 5759, —que habría sido separada momentáneamente de dicho convoy para efectuar maniobras—, si circulaba aislada o si se trataba de una segunda locomotora que se iba a utilizar para dar doble tracción al tren 5759.

## El accidente
Ocurrido en la zona sublevada en plena guerra civil española, se desconocen numerosos detalles de este accidente. De acuerdo con el informe del mismo, transcrito a las actas del MZA —compañía ferroviaria que operaba entonces la línea—, el siniestro ocurrió a las 22:57 horas del día citado cuando el tren 5759, que circulaba en sentido hacia Mérida, se hallaba detenido en la vía apartadero de la estación —que, de hecho, era la única vía de apartadero disponible además de la principal—, estando esta última a su vez ocupada por la locomotora número 1129. A la hora citada se presentó a gran velocidad en la entrada de la estación por el lado de Mérida, de donde procedía, el tren 5760; éste rebasó la señal de entrada del citado lado, que se hallaba cerrada, tomó la vía apartadero y colisionó con el tren 5759; sin embargo, según declaraciones de uno de los supervivientes del accidente, el tren 5760 habría colisionado no con el tren 5759, sino con la locomotora 1129.

## Causas del accidente
El accidente se produjo debido a haberse embalado el tren 5760 al descender la rampa existente entre las estaciones de Guadalcanal y Alanís por un problema de frenado. En el tramo entre las citadas estaciones la vía presenta una pendiente media de aproximadamente 16,6 milésimas —altamente pronunciada en términos ferroviarios—. Al parecer, en la estación de Guadalcanal, colateral a Alanís por el lado de Mérida, el tren realizó sin problemas la parada que tenía programada en la misma. Del sistema de freno de que disponía el tren solamente se sabe que éste llevaba cinco frenos manuales servidos, pero se desconoce si este sistema de freno manual era el único con que contaba el tren o se restringía a los vagones de carga que formaban parte del mismo, disponiendo además de freno automático a los coches de viajeros. Pese a que en los vagones de mercancías se transportaba material de guerra, el peso total del material remolcado del tren no era muy elevado. 
El tren alcanzó una notable velocidad en recorrer el trayecto entre Guadalcanal y Alanís: de acuerdo con el informe del accidente, tenía concedidos treinta y cuatro minutos para realizarlo y empleó tan solo catorce, lo que supone que la velocidad media del tren entre ambos puntos citados, que debía haber sido de unos veintitrés kilómetros por hora, fue de cincuenta y siete. No existen en la documentación que se ha conservado acerca del accidente estimaciones de a qué velocidad pudo producirse el choque;
En el siniestro intervino el juzgado civil correspondiente a la demarcación en la que se produjo el accidente, pero éste acabó inhibiéndose a requerimiento de la jurisdicción militar, la cual se encargó finalmente de juzgar la causa por el mismo. Se desconoce si la documentación relativa al accidente generada por dichos juzgados se ha conservado.
Se ha apuntado que el siniestro pudiese haber sido causado por un sabotaje, pero no existen pruebas concluyentes de ello.

## Víctimas del accidente
Se desconoce el número exacto de víctimas mortales que causó el accidente. El informe del mismo las estima en unas setenta y dos, aunque en él se reconoce que dicha cifra no es segura; la mayor parte de los muertos se produjo entre un grupo de setenta y cinco prisioneros de guerra republicanos de origen vasco que eran trasladados en el tren, probablemente al resultar aplastado el vagón en que viajaban por el empuje de las unidades que seguían al mismo; la cifra de fallecidos pertenecientes al mencionado contingente de prisioneros parece que fue de cincuenta y siete, habiendo sido inhumados todos ellos en fosas comunes en el cementerio de Alanís; entre el personal de servicio en el tren se contaron otros cuatro fallecidos; se sabe que además murieron algunos viajeros del convoy así como dos o tres miembros de la escolta del vagón que transportaba a los prisioneros; en cuanto a la cifra de heridos, el informe del accidente habla de un total de 169, los cuales fueron conducidos a centros hospitalarios de Sevilla.

## Cinematografía
En el año 2009 se estrenó el documental El largo viaje, dirigido por el cineasta vasco Sabin Egilior, que relata la historia del accidente.